# Pori Jazz

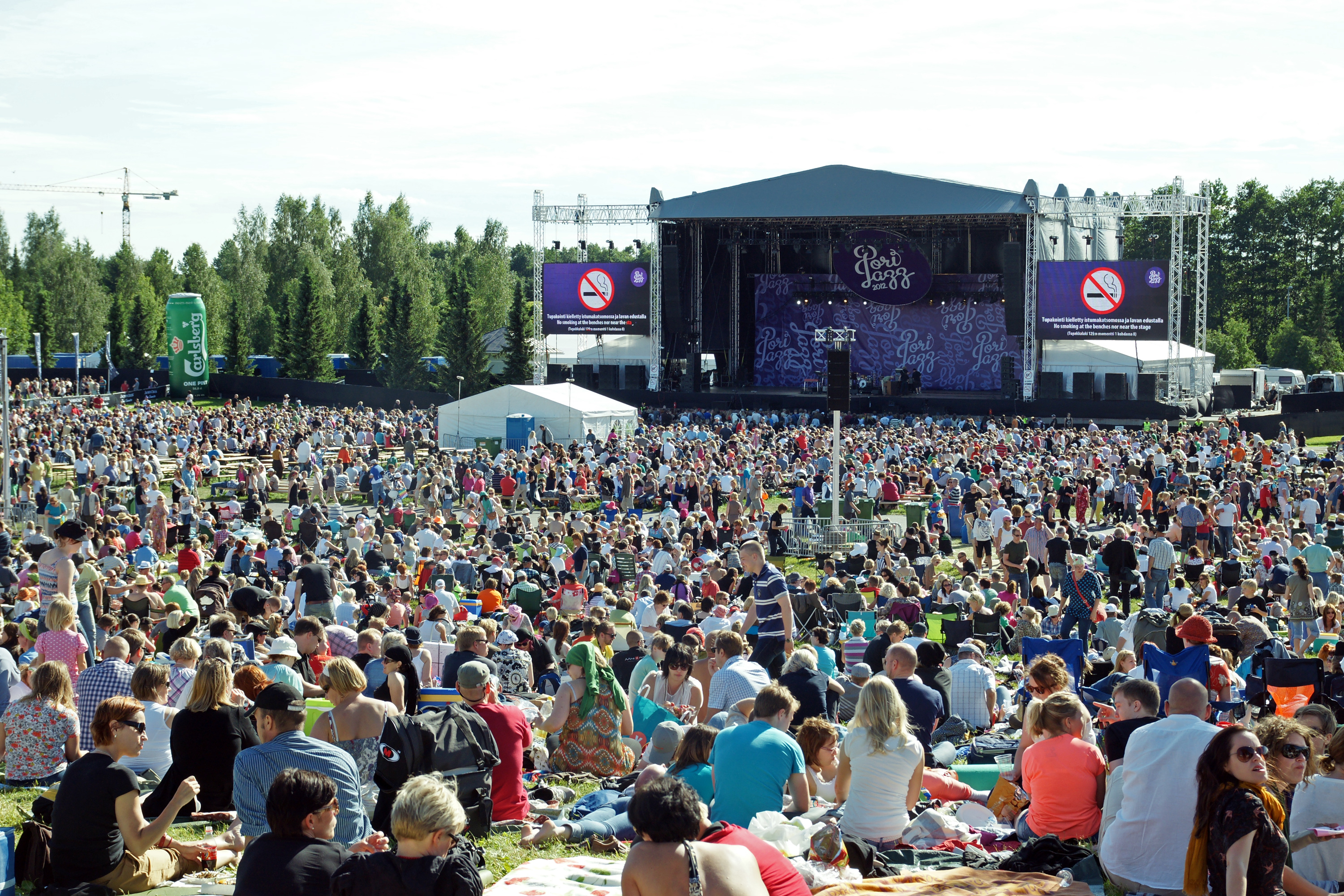
Фестиваль в 2012 году

Фестиваль Pori Jazz — один из старейших в Европе больших джазовых фестивалей open-air, проводимых с 1966 года в городе Пори, в Финляндии.
В 2016 году, к 50-летию фестиваля, будет издана книга американского фотографа Чи Моду.

## История
«Pori Jazz» — один из крупнейших в Европе музыкальных фестивалей, проводимых с 1966 года, собирающий десятки тысяч поклонников джаза и представителей других направлений — рока, ритм-энд-блюз, соул, фанк, хип-хоп, рэп и поп-музыки. Организатором фестиваля является известный финский контрабасист Юрки Кангас.

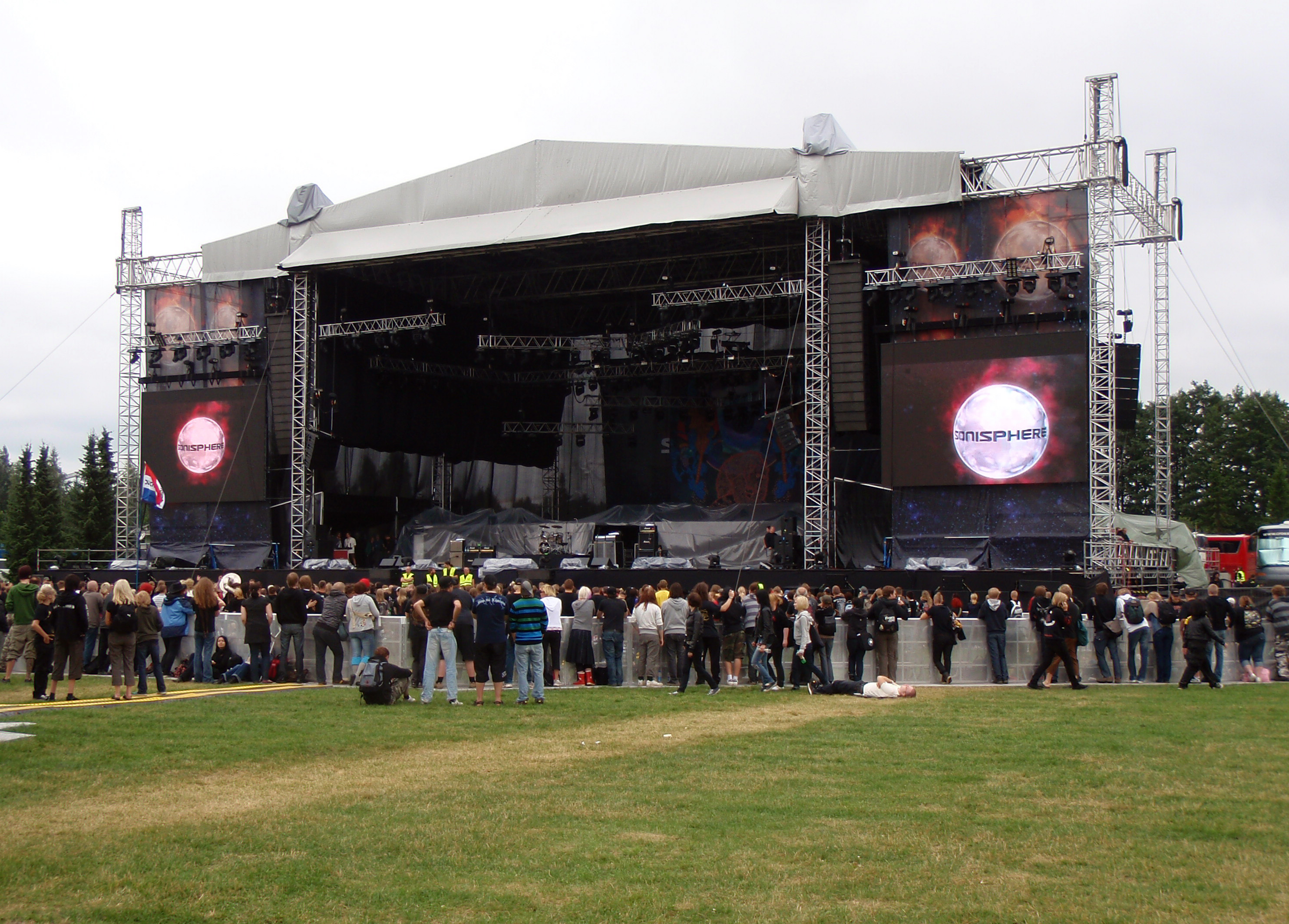
Площадка Pori Delta Arena

Большинство мероприятий фестиваля проводится в парке Кирьюринлуото на площадке Pori Delta Arena. Джазовая программа охватывает также небольшие сцены и клубы города, самые известные из которых «Cafe Jazz» и «Ultra Music Nights». Во время «Pori Jazz» множество бесплатных концертов проходит на набережной реки Кокемяэнйоки.
В начале своей истории джаз-фестиваль в Пори в течение уик-энда собирал чуть более полутора тысяч человек. Сейчас «Pori Jazz» ежегодно собирает любитей джазовой музыки со всей Европы, по количеству проданных билетов — это один из самых масштабных фестивалей не только Финляндии, но и Европы.
С 1990 года в рамках фестиваля избирается «артист года». Звание в разные годы получили Trio Töykeät, Юкка Перко, Севери Пююсало и Ленни-Калле Тайпале.
С 2014 года, в связи с ужесточением правил по борьбе с контрабандной алкоголя, на фестиваль, в секции, где продают алкагольные напитки, запрещено проносить любые жидкости.
1996
В качестве хэдлайнера на фестивале выступил Боб Дилан.
1997

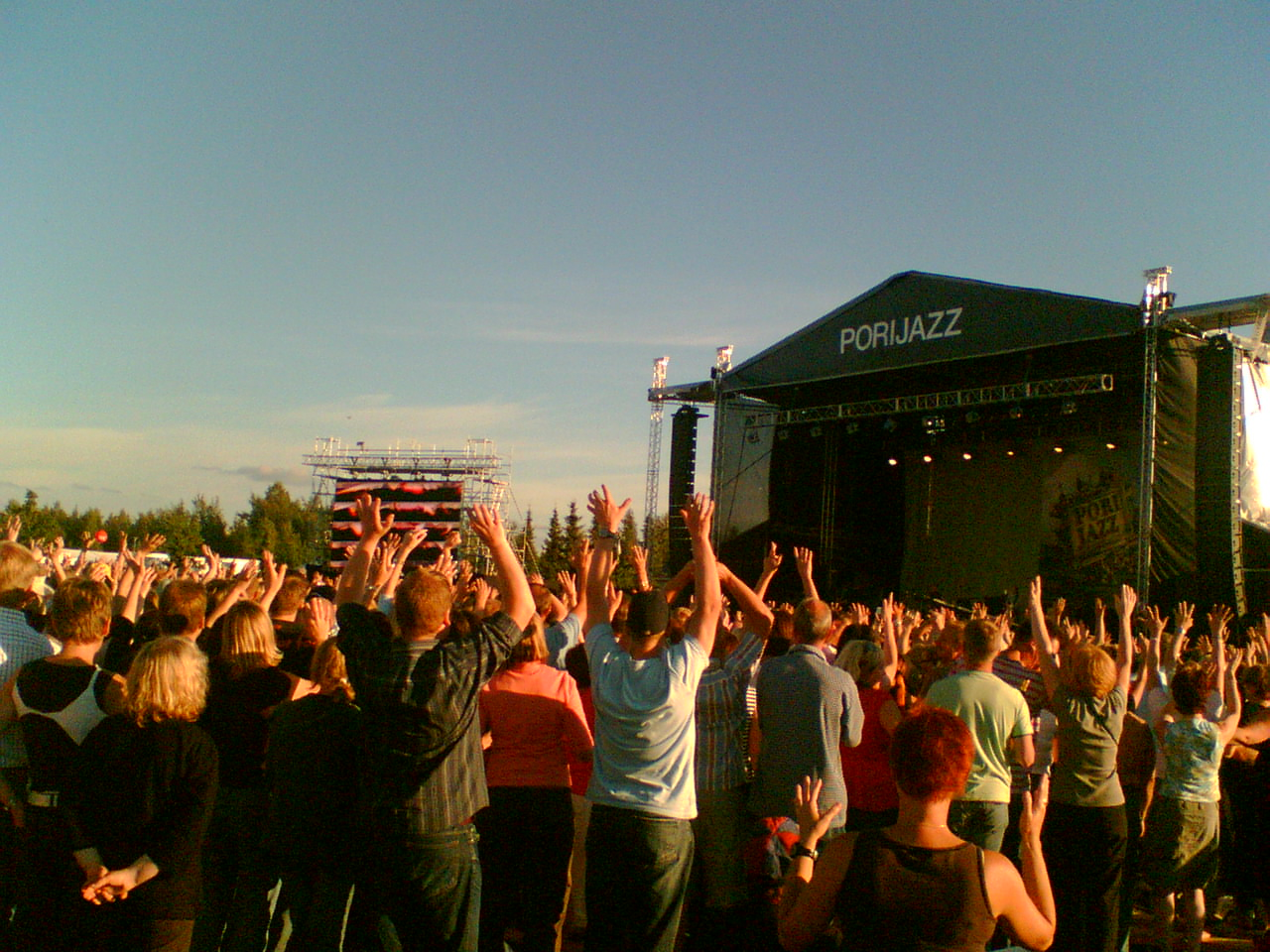
Sting на фестивале 2006 года

Летом 1997 года на сцене фестиваля побывали Херби Хэнкок, Гэри Мур, Ли Ритенаур и Бобби Макферрин. Присутствовало 110 тысяч гостей.
2006
15-23 июля 2006 года остоялось более 100 концертов.
2008
В 2008 году в фестивале принимали участие более 500 музыкантов, было продано 66 тысяч билетов, и ещё примерно 80 тысяч человек посетили бесплатные концерты.
2009
11-19 июля 2009 года в парке Кирьюринлуото, в клубах города Пори, на берегах реки Кокемяэнйоки и открытых концертных площадках города прошло 40 официальных и 120 бесплатных концертов. На «Pori Jazz» было продано 56 тысяч билетов, 85 тысяч зрителей посмотрели бесплатные концерты более чем семисот музыкантов и исполнителей из Финляндии и других стран.
Больше всего билетов продано на восходящую соул-поп звезду Duffy из Великобритании, оркестр Брайана Зетцера и трубача Роя Харгроува, концерты которых прошли в зале Kirjurinluoto Arena. Россия на фестивале была представлена Биг-бендом Георгия Гараняна. На фестиваль приезжали группы Linkin Park и Metallica.
2010
17-25 июля 2010 года выступали Apocalyptica, HIM, Alice Cooper.
2011
Фестиваль прошёл с 9 по 17 июля 2011 года.
2013
В рамках фестиваля был избран «Артист года» — джазовый пианист и композитор Арттури Рёнкя.
2014
Фестиваль прошёл с 12 по 20 июля 2014 года. В качестве хэдлайнера 17 июля выступил Боб Дилан.
2015
Фестиваль состоялся с 11 по 19 июля 2015 года. К этому времени в музее Сатакунта города Пори была открыта выставка, посвящённая 50-летию джаз-фестиваля.
2016
На фестивале, прошедшем с 9 по 17 июля 2016 года, в качестве хэдлайнеров выступили Брайан Сетцер, Бет Харт, Имельда Мэй и других. Число слушателей, посетивших концерты, было ниже показателей прошлого года.
2017
Фестиваль прошёл с 13 по 15 июля. Среди исполнителей были Pet Sounds, Wilco, Devendra Banhart, Bill Frisell Trio, Ambrose Akinmusire, Canned Heat, Julian Lage Trio, Fantastic Negrito, а также Jamiroquai, Herbie Hancock, Grace Jones, Chaka Khan и Erykah Badu.

### Участники фестиваля
- UB40
- Алиша Киз
- Би Би Кинг
- Бенни Гудмен
- Боб Дилан
- Бобби Макферрин (1997)
- Бо Диддли
- Bomfunk MC's
- Бьорк
- Buena Vista Social Club
- Чик Кориа
- Диззи Гиллеспи
- Даффи (2009)
- Earth, Wind & Fire
- Фэтс Домино
- Гэри Мур (1997)
- Джордж Клинтон
- Глория Гейнор
- Linkin Park (2009)
- Metallica (2009)
- Херби Хэнкок (1997)
- Джеймс Браун
- Джо Кокер
- Канье Уэст
- Massive Attack
- Manhattan Transfer
- Мэри Блайдж
- Майлз Дэвис
- Мадди Уотерс
- N.E.R.D
- Оскар Питерсон
- Paleface
- Пол Анка
- Пол Саймон
- Фил Коллинз
- Рэй Чарльз
- Ринго Старр
- Santana Blues Band
- Шэгги
- Sly & the Family Stone
- Apocalyptica (2010)
- HIM (2010)
- Alice Cooper (2010)
- Стиви Вон
- Стиви Уандер
- Стинг (2006)
- Тито Пуэнте
- Ван Моррисон
- Юссу Н’Дур
- Лорин Хилл
- Эрика Баду
- Roots
- De La Soul
- Чак Берри
- Литл Ричард
- Kool & the Gang
- Джо Сатриани
- Jamiroquai
- Don Johnson Big Band
- Зигги Марли
- Айзек Хейз
- Марк Рибо
- Двизил Заппа
- Ане Брун
- Джон Грант
- Бо Касперс Оркестр
- Сил
- Джон Ньюмен
- Хедвиг Моллестад Трио